# Saint October
Saint October (セイントオクトーバー, Seinto Okutōbā) est une série télévisée d'animation japonaise produite par Studio Comet et Konami, et a été diffusée au Japon entre le 4 janvier 2007 au 28 juin 2007 sur TV Osaka. 26 épisodes.
Saint October existe aussi en mangas publiés par l'éditeur Mag Garden. Le premier volume est paru au Japon le 30 mars 2007.

## Fiche technique

### Musiques
- Génériques d'ouverture :
  - Wheel of Fortune par les Détectives Girls (Azusa Kataoka, Yukari Fukui et Yu Kobayashi)
- Générique de fin :
  - Michi naru Basho he par Yukari Fukui (Episode 1 à 10, 12 et 13)
  - Sora no Kotoba par Yu Kobayashi (Episode 14 à 25)
  - Mellow Stereo par les Détectives Girls (Episode 26)

## Personnages

### Detectives Girls
- Kotono Hayama/Loli Noir (Voix: Azusa Kataoka)

14 ans. Héroïne de l'histoire, Kotono porte la carte XI La Justice. Loli Noir porte le coup de grace Judgement pour détruire la carte de l'entreprise Rebirth et les clones de Kafka. Mais quand elle utilise Judgement pour une deuxième fois l'adversaire va disparaître à tous jamais. Depuis l'épisode 13, Kotono a eu le nouveau pouvoir du Judgement et peut détruire le cœur du mal.
- Natsuki Shirafuji/Loli Blanche (Voix: Yukari Fukui)

14ans. Elle ressemble à Shinku de Rozen Maiden. Elle est la meilleure amie de Kotono. Elle porte la carte XVIII La Lune.
- Misaki Hijiri/Loli Rouge (Voix: Yu Kobayashi)

14 ans. Elle apparaît lors de l'épisode 5. Elle ressemble à Soseiseki de Rozen Maiden. Elle porte la carte VIII La Force.

### Les liens des Detectives Girls
- Joshua (voix : Yūki Ono)

27 ans.
- Koushiro Kuroki (Voix : Naru Kawamoto)

27 ans. Le détective malchanceux. Les Détectives girls, Joshua et Juan coupe la parole ou n'entend personne quand Koushiro parle.
- Juan (voix : Masami Suzuki)

10 ans. Le garçon mystérieux qui a donné la force aux Detectives Girls.
- Artista

- Nike

Le perroquet de Kotono.
- Xuperi

Le Chat noir de Juan.
- Richard

- Ryouhei Mikado (voix : Toshiyuki Toyonaga)

14 ans. Il apparaît lors de l'épisode 4. Ancien membre de Rebirth. Mikado est dans la même classe que Kotono et Natsuki. Il embête Kotono et vole le Sandwich spécial Joshua. Il est fort en Skateboard. Il porte la carte XVI La Maison Dieu. Dans l'épisode 17, il va éliminer Kotono, mais il a échoué. Dans l'épisode 18, il devient l'apprenti majordome de la famille Shirafuji.

### L'entreprise Reverse
- Kurtz (Voix: Kenjiro Tsuda)

Président de L'entreprise Rebirth. Il porte la carte IV L'Empereur. Il veut éliminer la fille du Judgement (Kotono/Loli Noir).
- Ash (Voix: Takehito Koyasu)

Il porte la carte V Le Pape.
- Sophia

Elle porte la carte II La Papesse. Dans l'épisode 11, elle a perdu la place de directeur par Ryouhei. Dans l'épisode 11 et 12, elle a eu le Judgement deux fois de suite avant de disparaître à jamais. Avant de disparaître, elle a laissé une seule vis.
Dans l'épisode 26, Elle est ressuscitée.
- Esmeralda (Voix: Erika)

Elle apparaît lors de l'épisode 13.
- Kafka

Il apparaît lors de l'épisode 2 à 13 et 26.
- Firena

Elle porte la carte VI L'Amoureux. Elle apparaît dans l'épisode 2.
- Seiran (Voix: Minori Chihara)

Elle porte la carte XVII L'Étoile. Elle apparaît dans l'épisode 6.
- Stark (Voix: Holly Kaneko)

Il porte la carte VII Le Chariot. Il apparaît lors de l'épisode 8. Il est fort en bowling. Après Stark a eu le premier Judgement, il est devenu le professeur du sport de l'Académie Collect.
- Elrock

Il porte la carte I Le Magicien. Il veut capturer Juan. Mais Elrock a perdu contre Loli Noir. Et disparu dans l'épisode 5.
Dans L'épisode 26, Elrock est Ressuscité.
- Suzukichi & Osuzu

Les moineaux qu'Elrock a rencontrés dans la cellule.
- Eddie Tsukahara

### Autres
- Keiko Green

Présentatrice du journal télévisée ATV.
- Cecile (Voix: Yuka Iguchi)

- Seo Tsubaki

La professeur de maths de l'Académie Collect.
- Le Mort (Voix: Yoji Ueda)

Le marchand de gâteaux de la ville d'Arcana.
- Hiroshi Pinoshiki Romanof

L'ours.

## Épisodes
1. ロリ誕生！少女が超ゴスロリに！ (Rori Tanjou! Shoujo ga Chou gosu rori ni!?)
2. ロリ吃驚（びっくり）！噂の美女が超襲来！ (Rori Bikkuri! Uwasa no bijo ga Chou shuurai!?)
3. (ロリ共闘！お嬢様だって超変身！?)
4. ロリ迷惑！超昼間から吸血鬼！ (Rori Meiwaku! Chou hiruma kara kyuuketsuki!?)
5. ロリ再戦！エルロックの超リベンジ！ (Rori Saisen! Erurokku no Chou ribenji!?)
6. (ロリ結成！ゴスな少女の超探偵団！?)
7. (ロリ疑惑！ヨシュア、超秘められたその愛・・?)
8. ロリ熱闘！何故なの？あなたと超ボーリング！ (Rori Nettou! Naze nano? Anata to Chou Booringu?)
9. ロリ潜入！その時、ＴＶに映った超大物が！ (Rori Sennyuu! Sono toki, terebi ni utsutta Chou oomono ga!?)
10. ロリ初恋！あなたに届け超マイハート！ (Rori Hatsukoi! Anata ni todoke Chou mai haato!?)
11. ロリ激突！女の意地が超ごっつんこ！ (Rori Gekitotsu! Onna no iji ga Chou gattsunko!?)
12. (ロリ純愛！ソフィアの愛は超輝いて・・?)
13. (ロリ慟哭！悩んで迷って、超乙女！！?)
14. ロリ復讐！あたちのうらみを超くらうでち！！ (Rori Fukushuu! Atachi no urami wo Chou kurau dechi!!?)
15. (ロリ昔日！記憶のあなたに超会うために…?)
16. ロリ桃色！フォーリンラブに超ホーミータイトでち！ (Rori Momoiro! Foorinrabu ni Chou hoomiitaido dechi!?)
17. ロリ抹殺！山で遭難超二人きり！ (Rori Massatsu! Yama de sounan Chou futarikiri!?)
18. ロリ救出！お嬢の決意が超マグマ！ (Rori Kyuushutu! Ojou no ketsui ga Chou maguma!?)
19. ロリ水着！波に消えた超片思い… (Rori Mizugi! Nami ni kieta Chou kataomoi…?)
20. ロリ救急！友情？同情？過剰に超看病！ (Rori Kyuukyuu! Yuujou? Doujou? Kajou ni Chou kanbyou!?)
21. ロリ帰国！世界よ、われに超ひざまづけ！ (Rori Kikoku! Sekai yo, ware ni Chou hizamazuke!?)
22. ロリ公開！超NAZO・NAZOな私のヒミツ！ (Rori Koukai! Chou NAZO.NAZO na watashino himitsu!?)
23. ロリ窮地！いつの間にやら超敵だらけ！ (Rori Kyuuchi! Itsunomaniyara Chou teki darake!?)
24. ロリ激怒！愛を奪還、超突入！ (Rori Gekido! Ai wo dakkan, Chou totsunyuu!?)
25. ロリ激戦！信じて見つめて超正義！ (Rori Gekisen! Shinjite mitsumete Chou seigi!?)
26. ロリ決着！めくるめくあなたと超運命！ (Rori Kecchaku! Mekurumeku Anata to Chou Unmei!?)